# Цельнометаллический унифицированный блок
Цельнометаллический унифицированный блок (ЦУБ, Цубик) — жилища цилиндрической формы из секция-блоков полной заводской готовности.
В 1975 году государство поручило Сокольскому деревообрабатывающему комбинату (в то время называвшемуся ДОЗ-21) разработать жилой модуль для проживания работников в суровых условиях Крайнего Севера. Комбинат создал инновационную конструкцию под названием «Цилиндрический унифицированный блок», которая представляла собой передвижное общежитие, более современное, чем вагон-дом.
ЦУБы были спроектированы для экстремальных условий с температурами до −65 °C и ветрами до 60 м/с. Базовая модель ЦУБ-2М представляла собой жилой модуль со всеми необходимыми удобствами, рассчитанный на проживание 4 человек.
В 1978 году был выпущен первый мобильный жилой комплекс на базе ЦУБов. Он успешно прошел испытания, продемонстрировав быструю сборку, минимальные трудозатраты, надежность в эксплуатации и комфортные бытовые условия. ЦУБы имели кухни, душевые, удобную мебель и были отделаны деревянными панелями.
Армия использовала ЦУБы в качестве жилья и укрытий при размещении войск за пределами населенных пунктов. Металлические блоки были полностью готовы к заселению, имея встроенное оборудование, полки, столы и санитарно-технические устройства.
Кроме того, ЦУБы часто использовались советскими дачниками и предлагались на рынке как строительные вагончики или общежития для строителей, работающих вдали от населенных пунктов. Благодаря цилиндрической форме они обладали рядом преимуществ — равнопрочностью, обтекаемостью, хорошей транспортабельностью и экономичным расходом материалов.